# موسى الناطق بالحق
مُوسَى النَّاطِق بالحَق بن مُحَمَّد الأمين بن هارُون الرَّشيد بن مُحَمَّد المِهْدِي بن عبدِ الله المَنْصُور العبَّاسِيُّ الهاشِميّ القُرَشيّ (190 - 208 هـ / 806 - 824 م)، أميرٌ عبَّاسي، وابن الخليفة العبَّاسي السَّادِس مُحَمَّد الأمين. بايعهُ أبُوه بولاية العَهْد على الرُّغم من صُغر سنه بعد نكثه للعُهود التي عقدها لوالدهِ الرَّشيد، وخلع أخاهُ المأمُون ومعهُ المُؤتَمِن، مما نشب حرب بين الأخوين، والتي انتهت فترة ولايته بمقتل والدهِ الأمين وتنصيب المأمُون خليفةً من بعده.

## نسبه
هو مُوسَى النَّاطِق بالحق بن مُحَمَّد الأمين بن هارُون الرَّشيد بن مُحَمَّد المِهديّ بن عَبدُ الله اَلمَنْصُور بن مُحَمَّد بن عَلِيّ بن عَبدِ الله بن العَبَّاس بن عَبد المُطَّلِب بن هاشِم بن عَبد مَناف بن قُصي بن كِلاب بن مُرة بن كَعب بن لُؤي بن غالِب بن فَهر بن مالِك بن النَّضر بن كِنانة بن خُزَيمة بن مُدرِكة بن إلياس بن مَضَر بن نِزار بن مَعد بن عدنان.
والدته هي فطيم، جارية فارسيَّة الأصل، أحبها الأمين وجزع عليها حين توفت في أواخر خلافته.

## سيرة شخصية
بايعهُ أبوه بولاية العَهْد ولقَّبهُ النَّاطِق بالحق على الرُّغم من أنه كان في الخامِسة من عُمره، بعد أن خلع أخاهُ عبدُ الله المأمُون ومعهُ القاسِم المُؤتَمِن في صَفَر 195 هـ / نُوفَمْبَر 810 م، وبسبب ذلك شبَّت الحَرب الأهليَّة العبَّاسيَّة الأولى بين المأمُون المُقيم في خُراسان، والأمين المُقيم في العِراق بسبب نكثه للعُهود التي أخذها أبيه منه. استمر مُوسى وليًا للعَهْد وخُطب لهُ مع أبيه على بعض المنابر، حتى انتصر جيش المأمُون على الأمين وجيشه، وحاز المأمُون على الخِلافَة.
أرسلهُ القائد طاهِر بن الحُسَيْن مع أخيه عبدُ الله بن الأمين، إلى عمِّهما والخليفة الجديد المأمُون، فاستقبلهم وقبَّلهُم وعانقهُم، كما زوَّجهُ وأخاه من ابنتيه لتعزيز أواصر العِلاقة بينهُما ولاحتوائهما كونهِ عمَّهُما.

## وفاته
عاش الأميرُ مُوسى في قصر جدته لأبيه زُبَيْدة بنتُ جَعْفَر الأكبر الهاشِميَّة حتى تُوفي عن عُمر 18 سنة.